# Truls Möregårdh
Truls Carl Eric Möregårdh (pronuncia svedese: [ˈtrɵ̌ls ˈmœ̂ːrɛˌɡoːɖ]; Lessebo, 16 febbraio 2002) è un tennistavolista svedese.
Vincitore della medaglia di bronzo con la squadra svedese ai campionati mondiali a squadre nel 2018 e nei campionati europei del 2019, ha poi vinto la medaglia d'argento ai campionati mondiali in singolare nel 2021. È destrorso e adopera l'impugnatura europea.
Nel 2024, vince la medaglia d'argento ai Giochi Olimpici di Parigi nel singolo, dopo aver estromesso nei sedicesimi il favorito Wang Chuqin e il n°4 del tabellone Calderano in semifinale. Nella sfida per l'oro, ha ceduto al cinese Fan per 4-1. Möregårdh riporta una medaglia olimpica alla Svezia nel tennistavolo per la prima volta da Sydney 2000, quando Jan-Ove Waldner conquistò l'argento. Anche nel torneo a squadre conquista l'argento perdendo in finale nuovamente con la Cina.